# 土庫曼武裝部隊
土庫曼武裝部隊 為土庫曼武裝力量，全軍約2萬2千人，建立於1992蘇聯解體後，土庫曼軍隊以防禦守勢為主。
陸軍主要武器為10輛T-90戰車和700輛T-72戰車，搭配自走砲70多門、裝甲車100多輛。空軍有Mig-29約24架，Su-25攻擊機43架，雌鹿直升機10架，其餘皆教練機。海軍只有一艘美製的大型巡邏艇和5艘小砲艇。

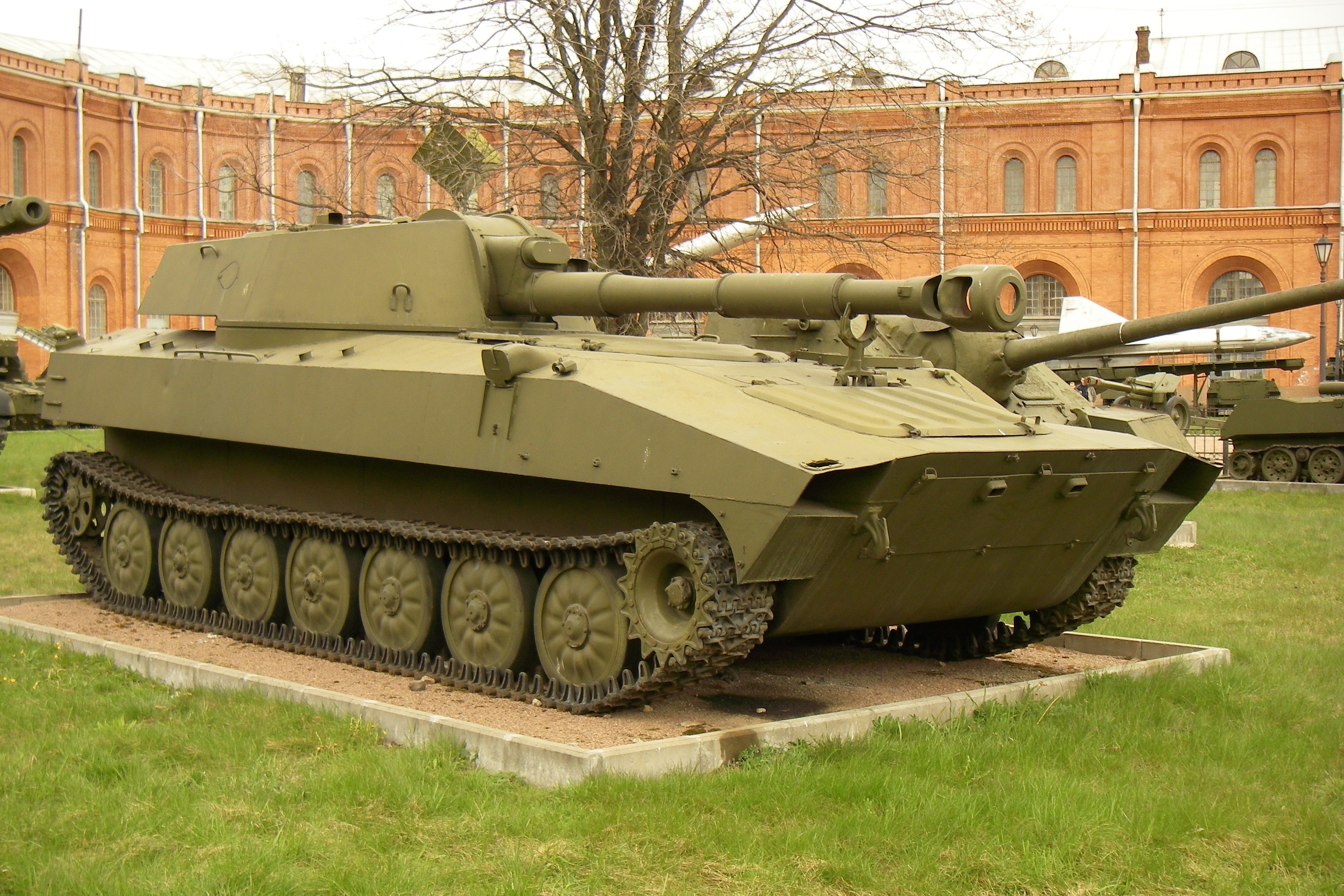
2S1自走砲
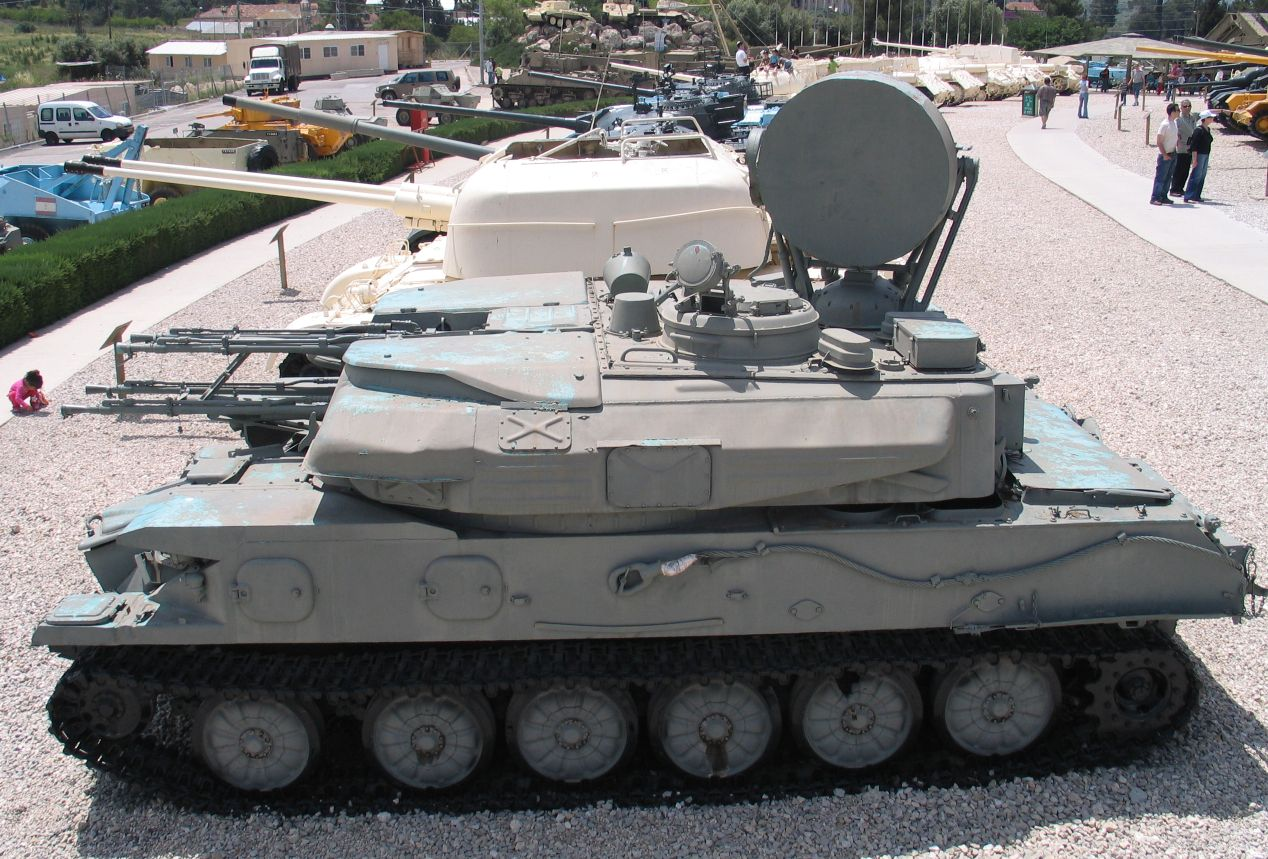
ZSU-23-4防空砲
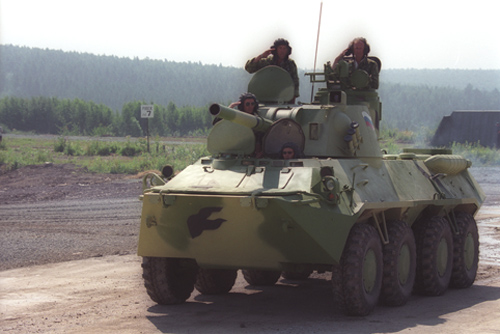
BTR-80裝甲車